# Lliga malàisia de futbol
La Lliga malàisia de futbol o Super Lliga Malàisia, malai: Liga Super Malaysia, és la màxima competició futbolística de Malàisia. És organitzada per la Lliga de Futbol de Malàisia.
L'actual Super Lliga va néixer l'any 2004. Anteriorment el campionat nacional va rebre les següents denominacions:
- 1982-1988: Liga Malaysia
- 1989-1993: Liga Semi-Pro Divisyen 1
- 1994-1997: Liga Perdana
- 1998-2003: Liga Perdana 1
- 2004-present: Liga Super Malaysia

El campionat el disputaven seleccions de les diferents federacions regionals, a més de representants de les Forces Armades, la Policia i seleccions dels països veïns, Singapur i Brunei. L'Associació de Futbol de Singapur retiraria el seu equip de la lliga de Malàisia el 1994 després d'una disputa amb l'Associació de Malàisia sobre els ingressos per taquilla. No obstant això, Singapur va ser novament convidada a la lliga la temporada 2012 i va participar amb el nom de Singapur Lions XII. No fou fins a l'any 2001 que el primer club que no representava una federació regional participà a la primera divisió de la lliga, el Johor FC. Un total de 36 equips han participat a la Super Lliga entre 2004 i 2023.

## Historial
Font:
- 1982:  Penang FA (1)
- 1983:  Melaka FA (1)
- 1984:  Selangor FA (1)
- 1985:  Singapore FA (1)
- 1986:  Federal Territory FA (1)
- 1987:  Pahang FA (1)
- 1988:  Kuala Lumpur City FA (2)
- 1989:  Selangor FA (2)
- 1990:  Selangor FA (3)
- 1991:  Johor FA (1)
- 1992:  Pahang FA (2)
- 1993:  Kedah FA (1)
- 1994:  Singapore FA (2)
- 1995:  Pahang FA (3)
- 1996:  Sabah FA (1)
- 1997:  Sarawak FA (1)
- 1998:  Penang FA (2)
- 1999:  Pahang FA (4)
- 2000:  Selangor FA (4)
- 2001:  Penang FA (3)
- 2002:  Perak FA (1)
- 2003:  Perak FA (2)
- 2004:  Pahang FA (5)
- 2005:  Perlis FA (1)
- 2006:  Negeri Sembilan FA (1)
- 2007:  Kedah FA (2)
- 2008:  Kedah FA (3)
- 2009:  Selangor FA (5)
- 2010:  Selangor FA (6)
- 2011:  Kelantan FA (1)
- 2012:  Kelantan FA (2)
- 2013:  Singapore Lions XII (3)
- 2014:  Johor Darul Ta'zim (1)
- 2015:  Johor Darul Ta'zim (2)
- 2016:  Johor Darul Ta'zim (3)
- 2017:  Johor Darul Ta'zim (4)
- 2018:  Johor Darul Ta'zim (5)
- 2019:  Johor Darul Ta'zim (6)
- 2020:  Johor Darul Ta'zim (7)
- 2021:  Johor Darul Ta'zim (8)
- 2022:  Johor Darul Ta'zim (9)
- 2023:  Johor Darul Ta'zim (10)
- 2024-25:  Johor Darul Ta'zim (11)